# Piedmont (Virginia Occidental)
Piedmont es un pueblo ubicado en el condado de Mineral en el estado estadounidense de Virginia Occidental. En el Censo de 2010 tenía una población de 876 habitantes y una densidad poblacional de 892,42 personas por km².

## Geografía
Piedmont se encuentra ubicado en las coordenadas 39°28′40″N 79°2′48″O / 39.47778, -79.04667. Según la Oficina del Censo de los Estados Unidos, Piedmont tiene una superficie total de 0.98 km², de la cual 0.98 km² corresponden a tierra firme y (0%) 0 km² es agua.

## Demografía
Según el censo de 2010, había 876 personas residiendo en Piedmont. La densidad de población era de 892,42 hab./km². De los 876 habitantes, Piedmont estaba compuesto por el 77.28% blancos, el 17.92% eran afroamericanos, el 0.11% eran amerindios, el 0.11% eran asiáticos, el 0% eran isleños del Pacífico, el 0.57% eran de otras razas y el 4% pertenecían a dos o más razas. Del total de la población el 2.05% eran hispanos o latinos de cualquier raza.